# Tais
Tais (Tetum; Fataluku: Lau) sind Gewebe von der Insel Timor. Die Herstellung der Textilien erfolgt vom Spinnen bis zum Weben komplett innerhalb einer Familie. Das Spinnen der Fäden und das Weben an einfachen Webrahmen (Gedog, Fataluku: Atihu) ist Handarbeit der Frauen. Aufgrund der kulturellen Bedeutung erhalten sie für die Arbeit eine hohe Wertschätzung. Die Rahmen für die Ikat-Technik und die Webrahmen werden in der Regel von den Männern gebaut. Gewebt werden Tais mit verschiedenen Techniken, die beidseitig das gleiche Muster im Stoff entstehen lassen. Die Frauen nutzen dazu traditionell die Trockenzeit, wenn die Feldarbeit ruht. In der Regenzeit wird die Arbeitskraft der Frauen auf den Feldern benötigt. Zu dieser Zeit wächst auch die Baumwolle heran, die am häufigsten das Ausgangsmaterial für die Stoffe liefert.
Bis zur Unabhängigkeit Osttimors waren Tais aber nur wenig Thema wissenschaftlicher Forschungen. Die Regierung Osttimors beantragte am 23. Juni 2020 bei der UNESCO die Anerkennung von Tais als dringend erhaltungsbedürftiges Immaterielles Kulturerbe. Die Aufnahme in die UNESCO-Liste erfolgte am 14. Dezember 2021. Am 18. Januar 2022 erklärte das Nationalparlament Osttimors den 14. Dezember zum nationalen Tag des Tais (Dia Nacional do Tais).

## Übersicht
Die farbenfrohen Textilien werden in erster Linie für die eigene Verwendung hergestellt, aber auch für den Handel, heutzutage auch als Souvenir für Touristen.

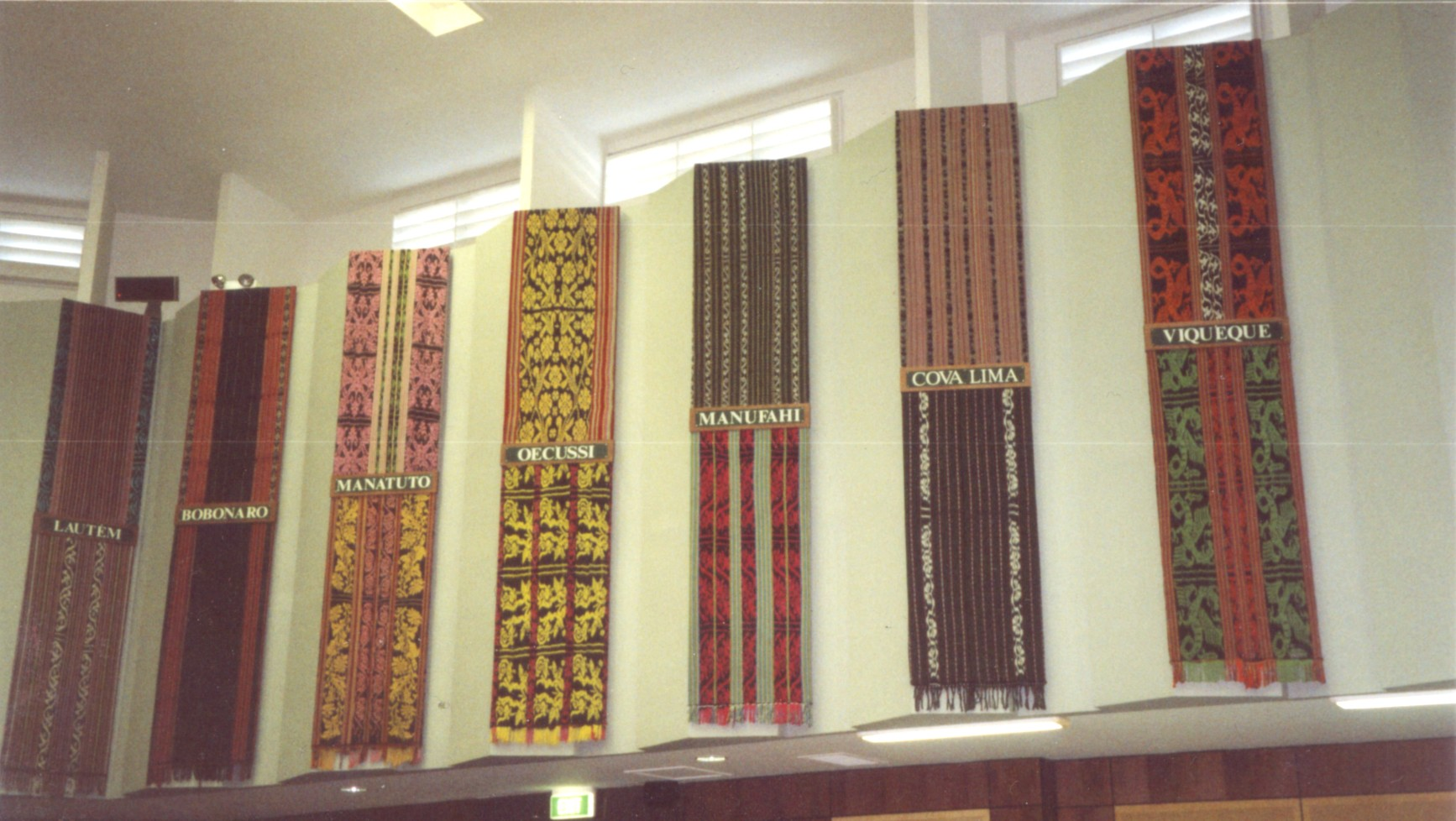
Einige der Tais an der Wand des Nationalparlaments

Früher wurden vor der Arbeit von den Weberinnen Rituale durchgeführt, bei denen den Göttern und Ahnen Opfer dargeboten wurden. Man sah mancherorts die Taisherstellung als Gottesgeschenk an und die Götter gaben Inspiration und Anweisungen.
Die Stoffe werden nicht nur, ähnlich dem indonesischen Sarong, als Kleidungsstücke getragen. Gerade in Osttimor haben die Tais eine hohe kulturelle und nationale Bedeutung. Zum Beispiel werden heilige Objekte (Lulik) darin eingeschlagen, sie dienen als Bahrtücher auf Särgen und als Leichentuch, und im Nationalparlament Osttimors hängen für die Gemeinden Tais an den Wänden anstatt regionaler Flaggen. Früher waren Tais eine beliebte Tauschware und die alltägliche Kleidung der einheimischen Bevölkerung. Es war die Aufgabe der Frauen, dafür zu sorgen, dass die Familienmitglieder mit ausreichend Kleidung ausgestattet waren. Tais für religiöse Zeremonien wurden in den Heiligen Häusern (Uma Lulik) aufbewahrt, wo nach dem alten Glauben die Ahnen über sie wachten. Sie kamen bei Geburten, als Mitgift, zu Hochzeiten, Beerdigungen und bei der Einweihung neuer Gebäude zum Einsatz.

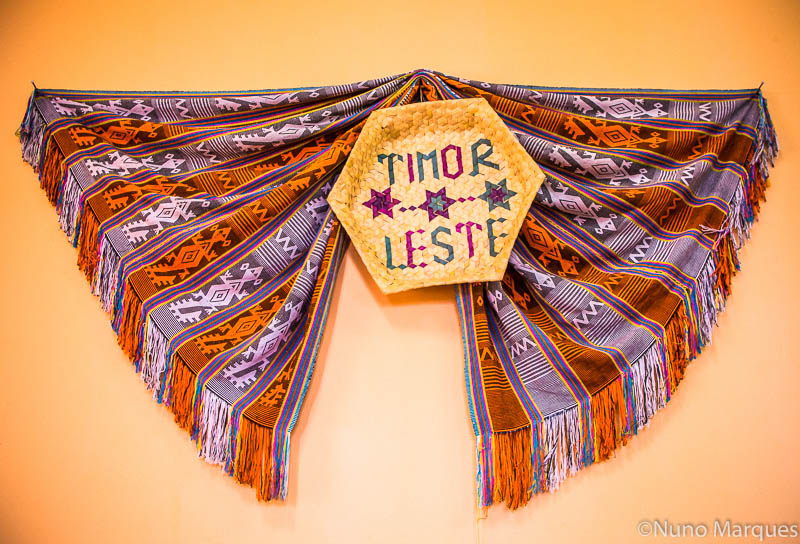
Touristensouvenir mit „Großvater Krokodil“ als Motiv

Gegen Ende der portugiesischen Kolonialzeit bekamen Tais den Ruf, hinterwäldlerisch zu sein. In den 1950er Jahren organisierten christliche Priester sogar Massenverbrennungen von Tais, um ihre Macht gegenüber den rituell wichtigen Textilien zu beweisen. In der indonesischen Besatzungszeit (1975–1999) entwickelte sich eine kleine Tais-Industrie, da die indonesischen Soldaten die Tücher gerne als Erinnerung mit nach Hause nahmen, später folgte Personal der Vereinten Nationen, inzwischen sind es Touristen. In der Landeshauptstadt Dili gibt es einen eigenen Tais Market, der Tücher aus den verschiedenen Regionen anbietet. Bei Farbe und Motiven orientierte man sich am Geschmack der Kunden. Auch die Beschriftung dieser Souvenirs entstand in dieser Zeit.

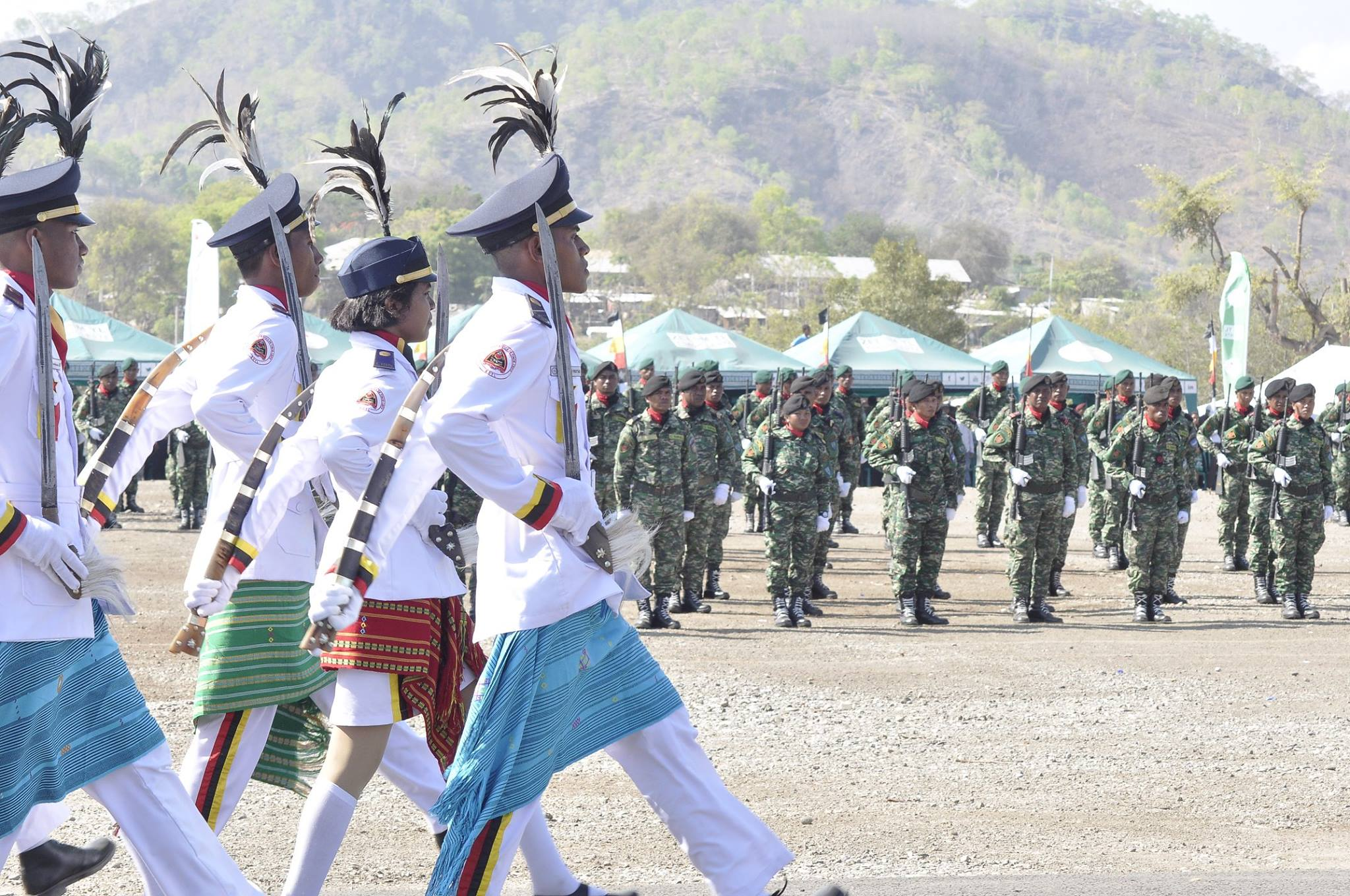
Osttimoresische Soldaten mit Tais um die Hüften

Heute sind Tais ein wichtiger Bestandteil des Nationalbewusstseins des jungen Staates Osttimor und sind auch in der Ausübung des katholischen Glaubens eingegangen. Die Regierung Osttimors unterstützt die Idee, Tais auch in moderne Kleidung, wie Röcke, Taschen oder Schuhe zu integrieren. Tais sind manchmal Teil der Paradeuniform der Verteidigungskräfte Osttimors. Auch Angestellte des Nationalparlaments tragen Uniformen mit Tais-Elementen. Für andere Beamte plant die Comissão da Função Pública die Einführung solcher Uniformen. Außerdem sollen Tais bei der UNESCO als Kulturgut registriert werden. 27 staatliche Tais-Entwicklungszentren im Land dienen zur Fortbildung der Weberinnen. Hier werden sie dazu angeregt, in Gruppen zu arbeiten, um die Produktivität zu steigern. In den Zentren werden die hergestellten Tais auch zum Verkauf ausgestellt. Üblicherweise arbeiten die Frauen alleine oder nur mit der Hilfe engster Familienmitglieder. Händler fahren durch die Dörfer und kaufen dann dort direkt von den Weberinnen und bieten dafür fertige Garne an. Auch auf den traditionellen Märkten werden Tais angeboten, so zum Beispiel in Pasar Tono, dem größten Markt in Oe-Cusse Ambeno.

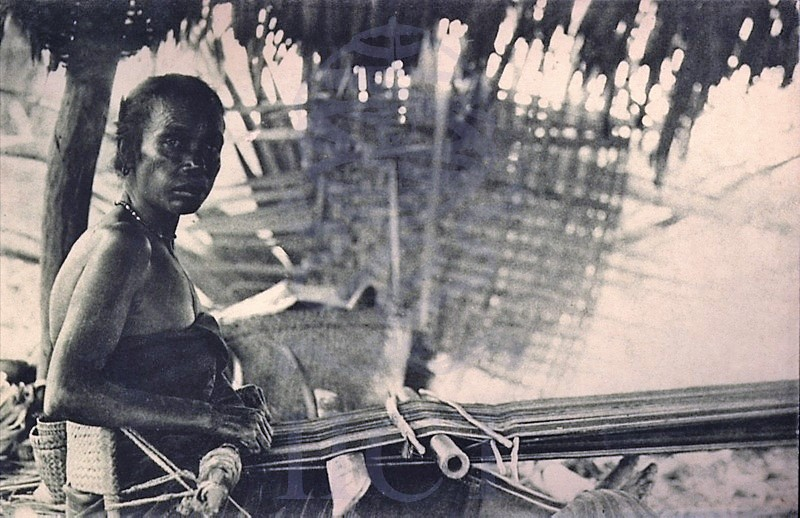
Weberin in der Kolonialzeit
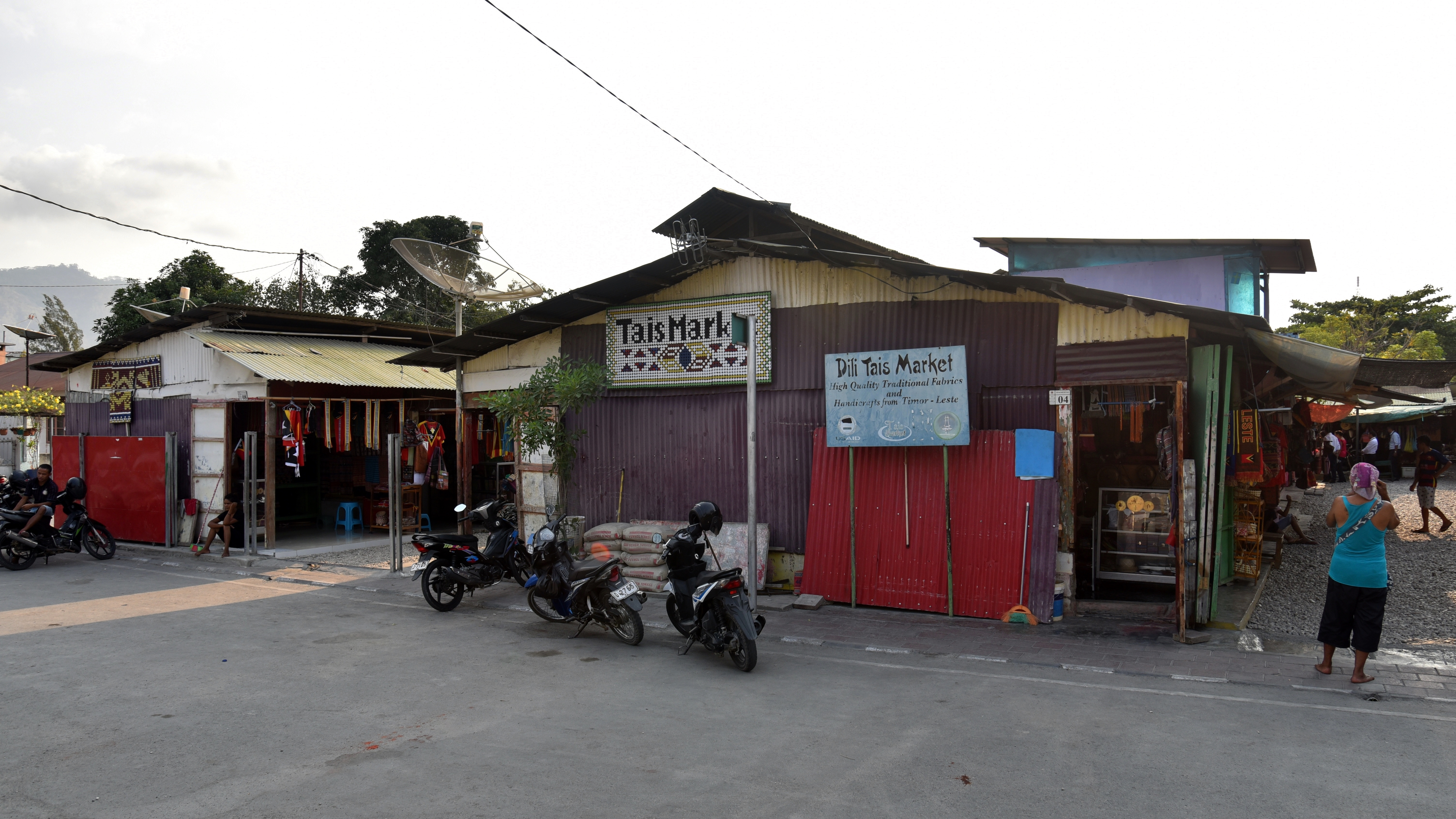
Tais Market, Dili
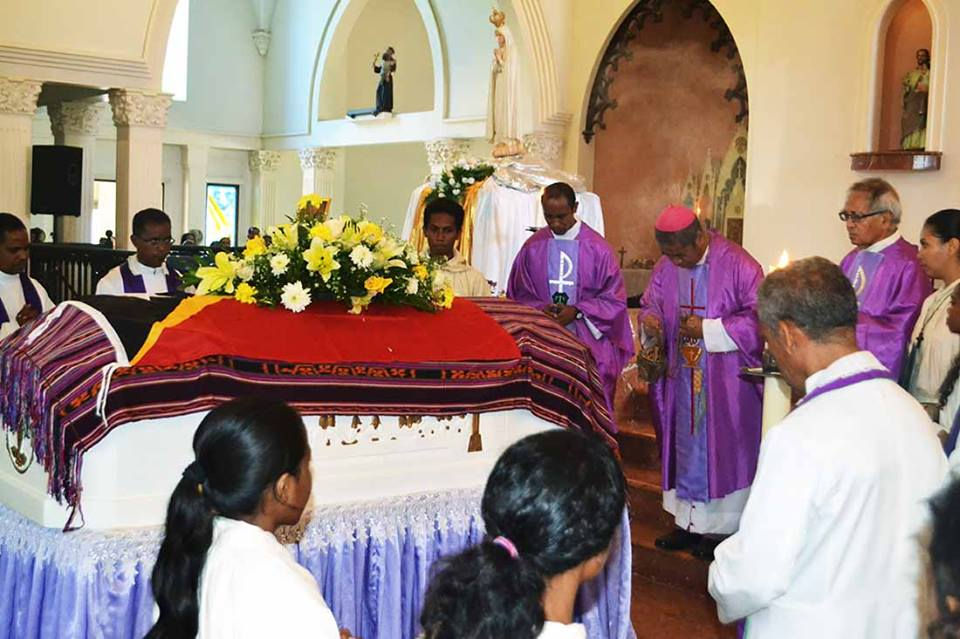
Ein Tais als Bahrtuch unter der Flagge Osttimors
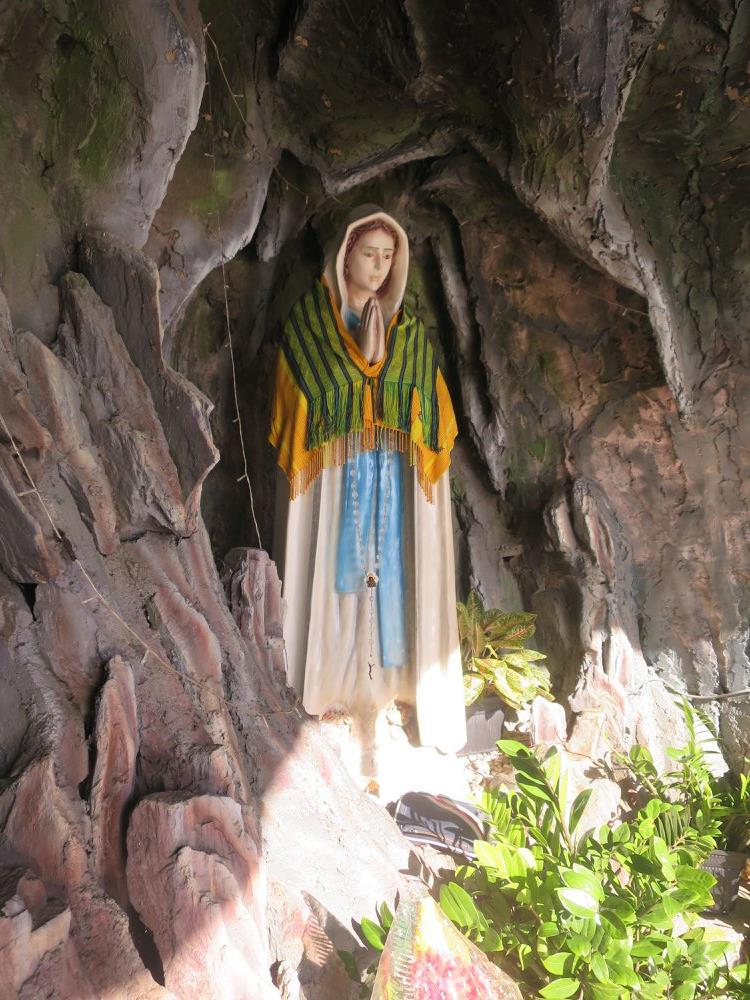
Tais an einem Marienbildnis in Comoro
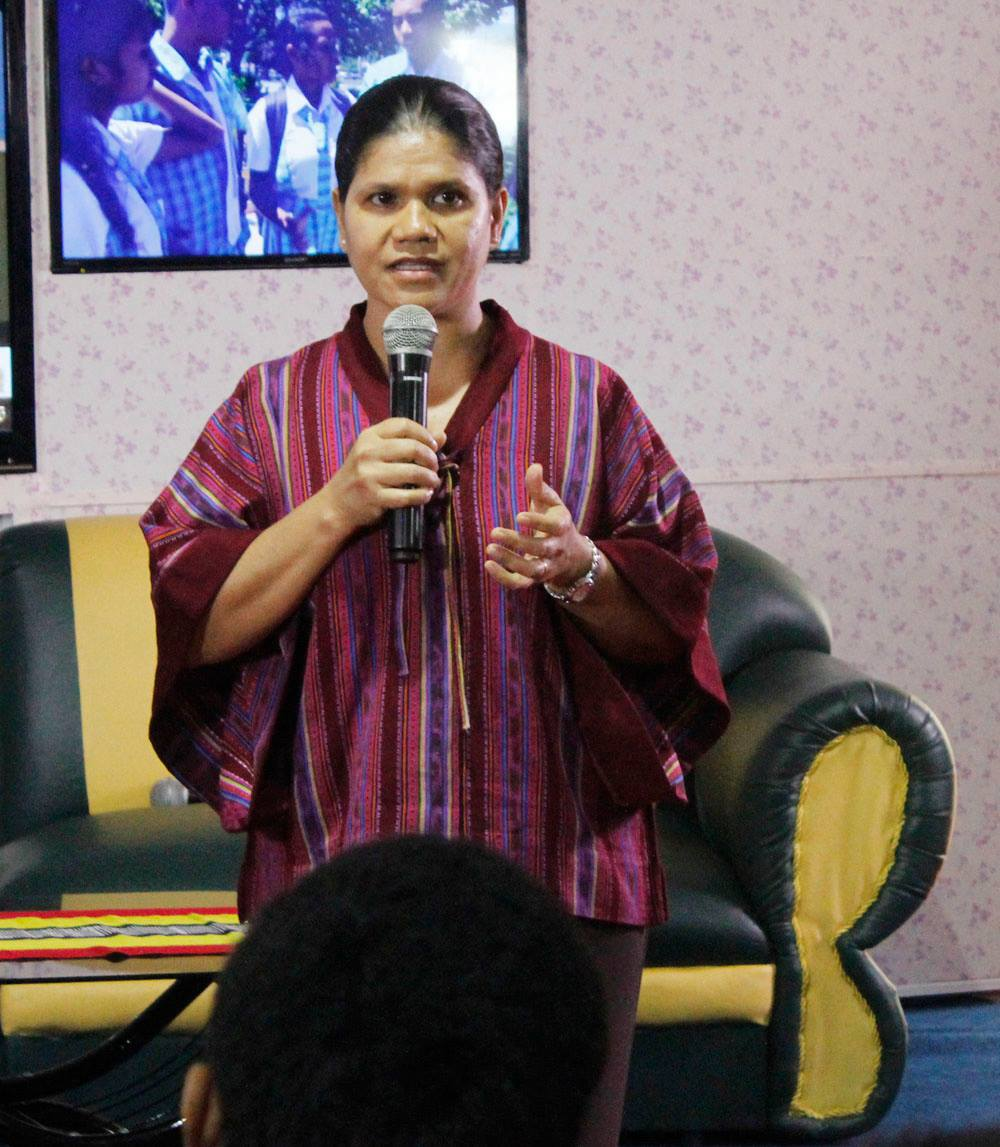
Osttimors First Lady Isabel da Costa Ferreira in einer modernen Bluse aus einem Tais

## Fasern

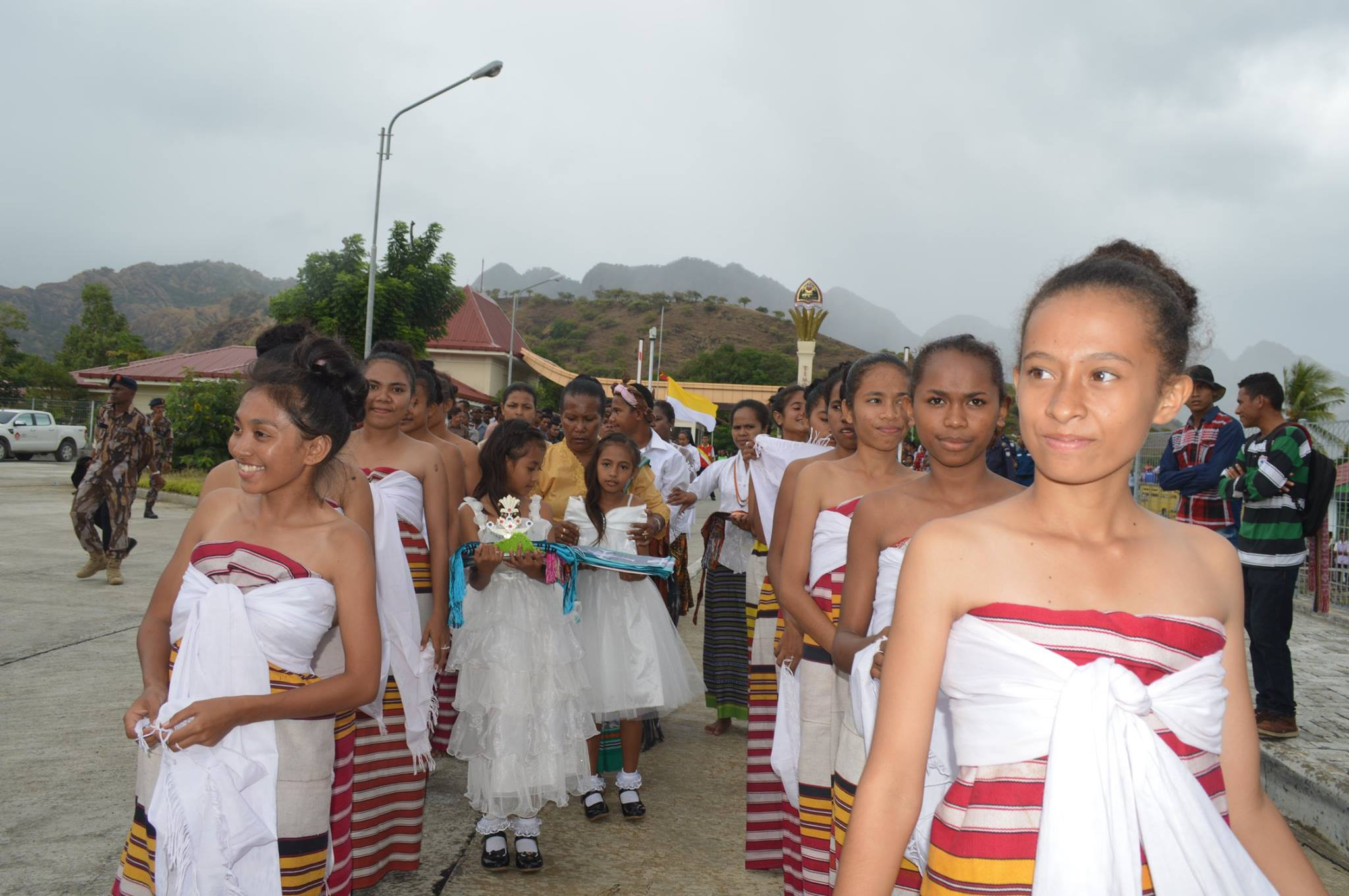
Festtagskleidung in Oe-Cusse Ambeno

Meistens wird als Ausgangsmaterial gefärbte Baumwolle verwendet, was dem portugiesischen Einfluss zu verdanken ist. Sie bauten den Handel mit der Faser in der Region im 17. Jahrhundert auf. Timor wurde am Ende des 18. Jahrhunderts, als die Baumwollproduktion in der Region ihren Höhepunkt erreichte, zu einem wichtigen Handelszentrum für Baumwollfasern.
Während in einigen Regionen weiterhin die Baumwollfasern von den Weberinnen selbst gesponnen und mit Naturfarben gefärbt werden, ist in anderen Regionen, z. B. Lospalos, die Verarbeitung von industriell gefertigten und gefärbten Garnen üblich. Auch synthetische Fasern, wie Polyester, Kunstseide, Acryl- und Viskosefasern, kommen heute zum Einsatz. Bis heute sind darüber hinaus Metallfäden, meist goldfarben, in Gebrauch. Früher wurde das Metall hierfür gewonnen, indem niederländische Münzen eingeschmolzen wurden.
Seit der Unabhängigkeit Osttimors wurde vor allem in Baucau die Seidenproduktion ausgebaut. Allerdings sind diese Fasern verhältnismäßig teuer, weswegen sie noch immer selten verwendet werden.

## Spinnen
Nach der Ernte der Baumwolle werden die Samen (tetum ledu) mit dem Fatu Ledu entfernt. Diese Entkörnungsapparatur besteht aus zwei Holzzylindern, zwischen denen die Baumwolle geführt wird. Noch primitiver ist ein Bambusstab, der über eine Platte aus Schildkrötenpanzer gerollt wird. Die Baumwolle wird dann gekämmt, um Verunreinigungen zu entfernen, und dann durch Verdrehen gesponnen. Garn, das komplett gefärbt werden soll, wird in Stränge gewickelt; dasjenige, das mit der Ikat-Technik nur zum Teil gefärbt wird, wird zunächst zu einem Knäuel aufgerollt.

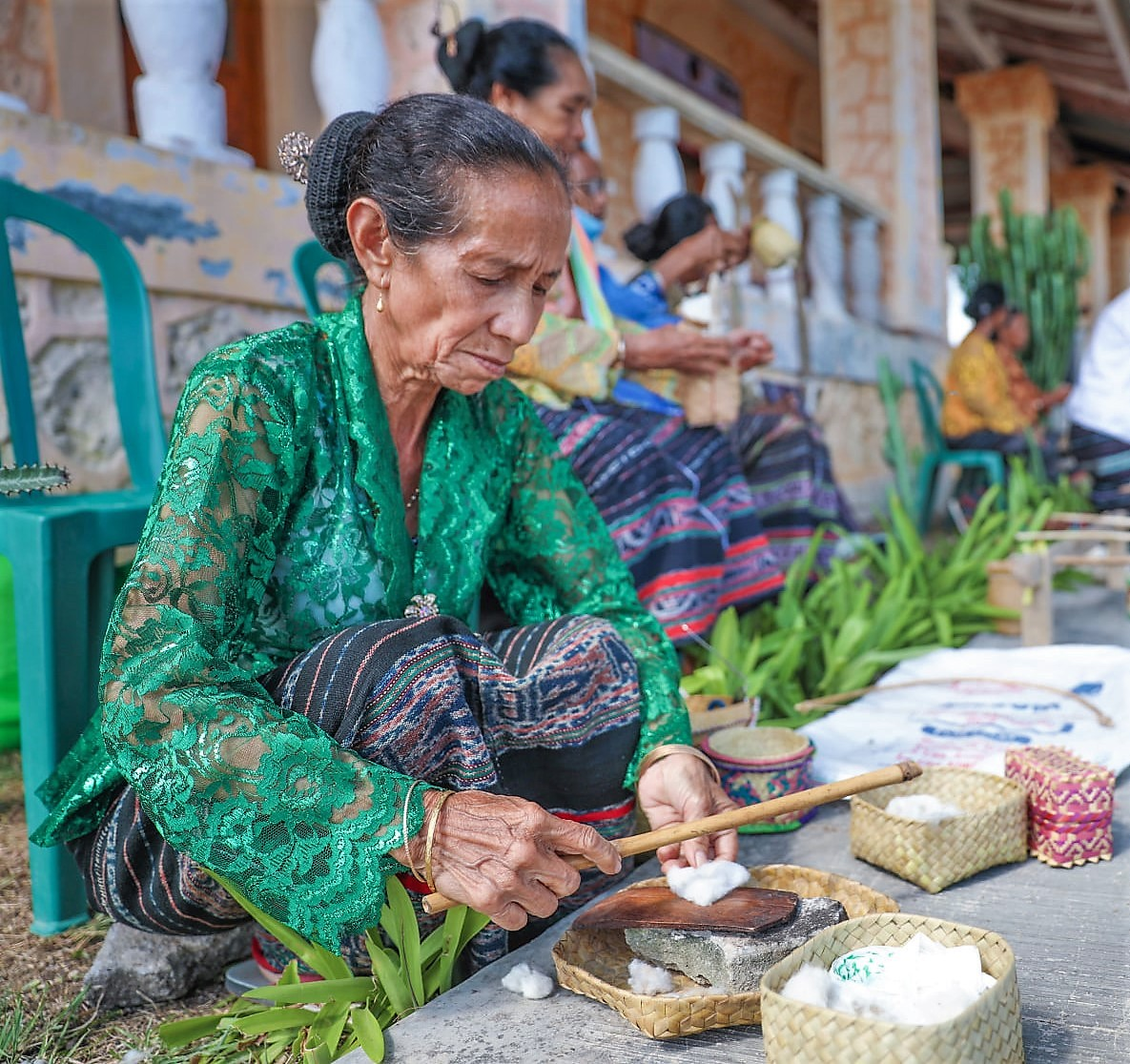
Entkörnung mit Stab und Platte in Tutuala
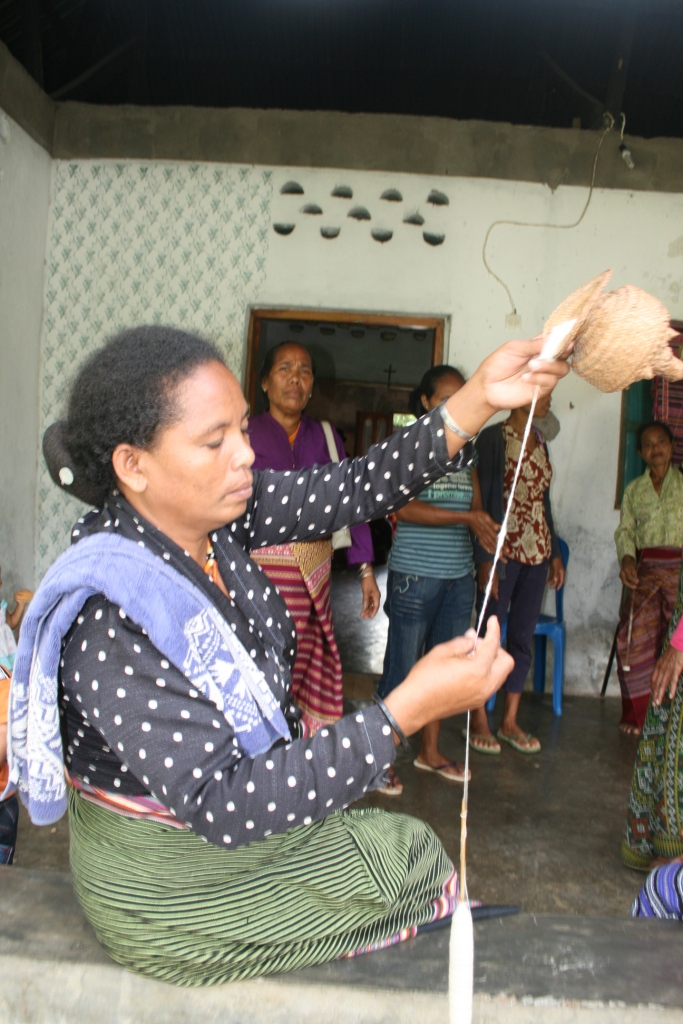
Eine Frau in Lospalos spinnt Baumwollgarn

## Färben

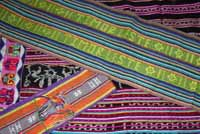
Verschiedene Tais

Abhängig von der verwendeten Webtechnik, findet das Färben entweder vor oder während des Webprozesses statt. Es kann einige Tage bis mehrere Monate dauern, je nach der Komplexität und der Anzahl der benötigten Farbstoffe in der Mixtur. Die Färbelösungen werden teilweise noch in Tonkrügen angerührt. Die traditionellen Pigmente zum Färben der Garne stammen grundsätzlich aus drei Hauptquellen, wobei jede Weberin ihre eigenen geheimen Variationen der Rezepte hat, um die gewünschten Farbtöne und Schattierungen zu erhalten. Die Rezepte werden mündlich von der Mutter zur Tochter weitergegeben, manchmal auch von Schwiegermutter zu Schwiegertochter. Da schriftliche Aufzeichnungen fehlen, führten die Turbulenzen der indonesischen Besatzungszeit zum Verlust von viel Wissen über verschiedene Färbetechniken.
Die Blätter des Taun-Busches liefern einen dunkelblauen, grünen oder schwarzen Farbton. Die gesammelten Blätter werden in einem Mörser zerstoßen. Mit Wasser und Kalkstein zu einer Paste verarbeitet, wird der Farbton dunkel und beständig. Ist Kalkstein nur schwer erhältlich, wird er mit anderen Materialien, wie zum Beispiel zerstoßenen Muschelschalen vermischt. Je nachdem welche Schattierung man erhalten möchte, bleibt der Faden eine bestimmte Zeit in der Lösung der Paste. Für Schwarz dauert das Färben eine ganze Woche.
Auch die Stigmen der Kurkuma werden zum Färben verwendet. Die safrangelben Stigmen werden abgetrennt, pulverisiert und mit mehr oder weniger Wasser gelöst, je nachdem, welche Schattierung man erreichen will. Das Garn bleibt mindestens 24 Stunden in der Lösung. Die Dauer beeinflusst die Leuchtkraft der Farbe. Auf diese Weise werden, je nach Rezept, Töne von Hellgelb bis zum kräftigsten Orange erreicht.

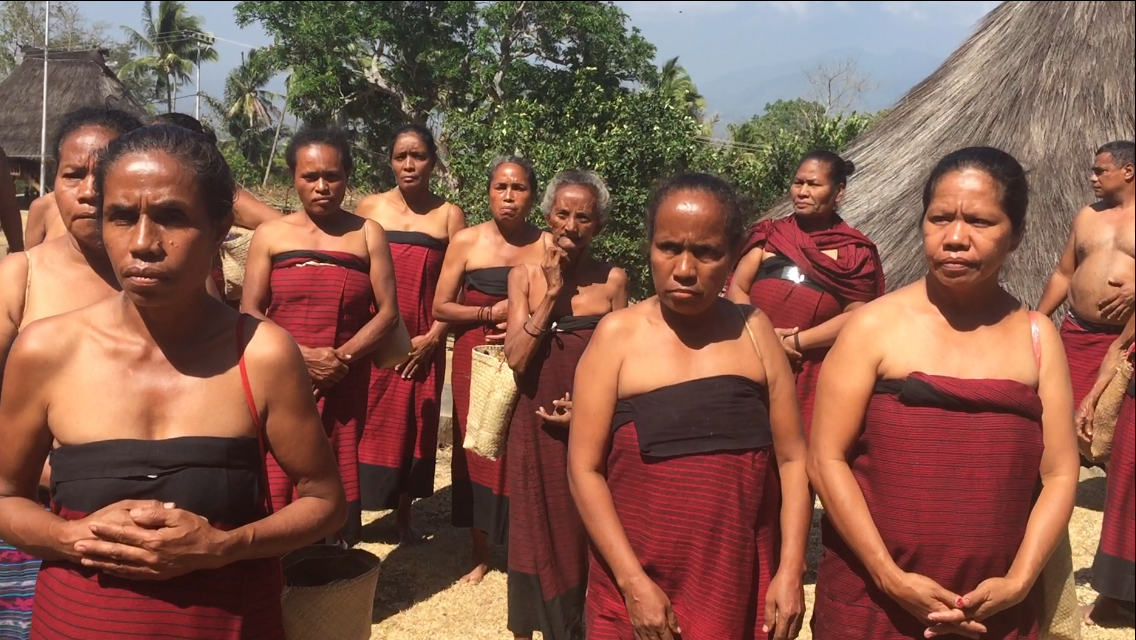
Tais mit Streifenmuster in Rot und Schwarz in Babulo

Die weichen Blätter des Teakbaumes (Teka) werden in einem Mörser zerstoßen und mit Wasser zu einem Brei zubereitet. Die Menge an Wasser und die Anzahl der Tage, die das Garn in der Lösung liegt, führt zu Farbvariationen von Rosa bis Rot, mit unterschiedlichen Leuchtstärken und Intensitäten.
Diese Rezepte sind nur die einfachen Versionen, sie können noch weitaus komplexer werden durch die Nutzung vieler verschiedener natürlicher Rohstoffe, die als Fixierer, Beizmittel oder basisches Hilfsmittel zum Einsatz kommen. Als Beizmittel dienen zum Beispiel Öle der Lichtnuss oder von Tamarindensamen, die etwa eine Woche einwirken. Manche Rohstoffe kommen nur lokal vor und werden daher nur dort verwendet, so zum Beispiel die Blätter der Charunu-Pflanze aus der Gattung der Indigofera. Indigoblätter liefern einen blauen Farbstoff. Schlamm kann für Schwarz verwendet werden. Mit der Wurzel des Nonibaums (morinda citrifolia, tetum Nenuka) und der Lichtnuss werden Rottöne gewonnen. Die Rinde der Betelnusspalme erzeugt Brauntöne. Chiliblätter, Blätter des Katappenbaums und Mangoblätter sorgen für Grüntöne.
Es kommen verschiedene Färbe- und Webtechniken zum Einsatz. Das „Kettfaden-Ikat“ (in Osttimor Futus oder Sisirana genannt), bei dem die Kettfadenstränge jene der Schussfäden überdecken, wird in allen Regionen Timors angewendet und ist die gebräuchlichste Technik. Sie ist typisch für Timor, während sie im restlichen Archipel keine Bedeutung hat. Der Schussfaden wird auf Timor nicht mittels Ikat gefärbt. Als Vorlage für die Motive dienen Zeichnungen auf geflochtenen Matten oder heutzutage Papiervorlagen, die eigentlich für Häkelarbeiten gedacht waren. Die Fäden haben bei dieser Technik zunächst noch ihre natürliche Farbe, bevor sie im Ikatrahmen eingespannt werden. Die Rahmen sind sehr einfache Konstruktionen. Vier Stöcke werden einfach zu einem Rahmen zusammengesetzt. Mit Hilfe weiterer fester und loser Stöcke werden die Garnstränge gewissenhaft parallel straff gespannt. Die Weberin bindet dann entsprechend dem Muster der Vorlage Fäden mit trockenen Pflanzenstreifen oder Raphiabast ab. Danach werden die Stränge wieder aus dem Rahmen gelöst und gefärbt. Wo die Fäden abgebunden sind, bleibt er ungefärbt. Vor dem Weben werden die Fäden mit einer Tapiokalösung gehärtet, um sie leichter exakt so zu weben, dass das Muster wiederhergestellt wird. Die Abbindungen werden dann wieder entfernt.

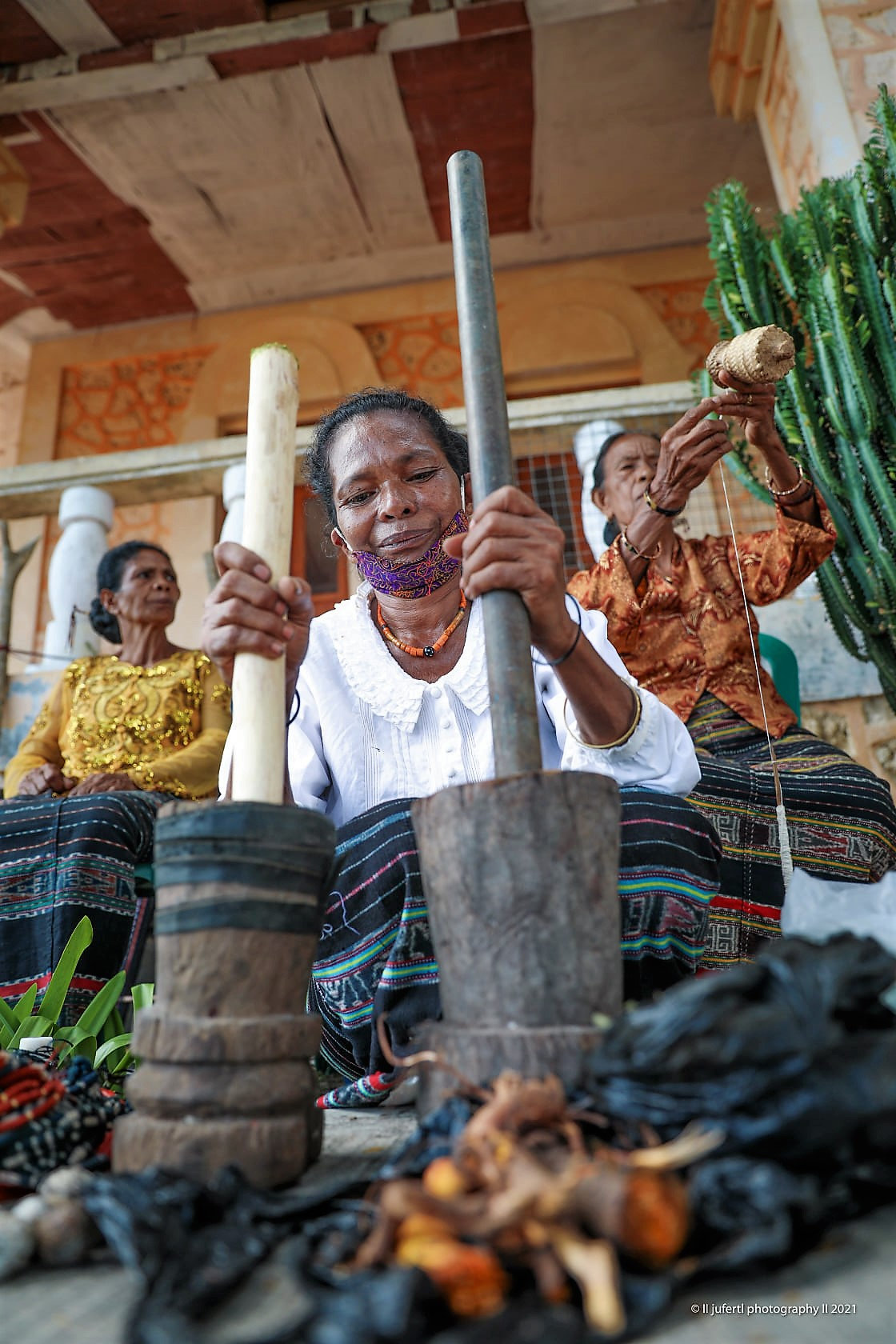
Herstellung von Farbstoffen in Tutuala
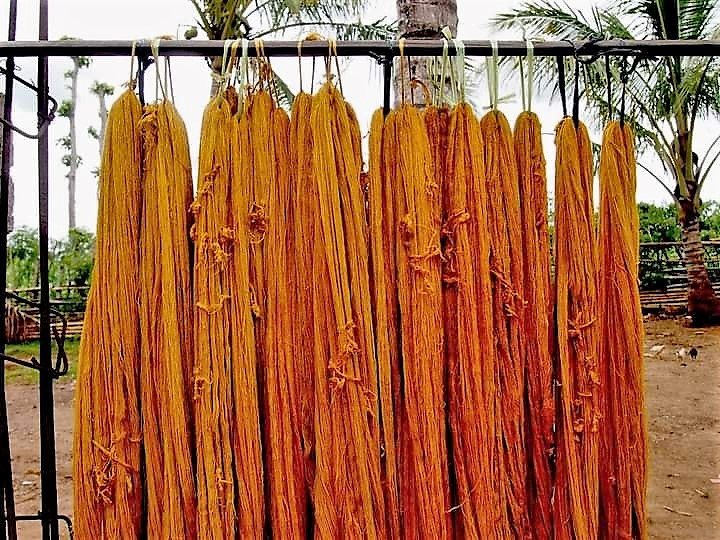
Gefärbtes Garn hängt zum Trocknen aus
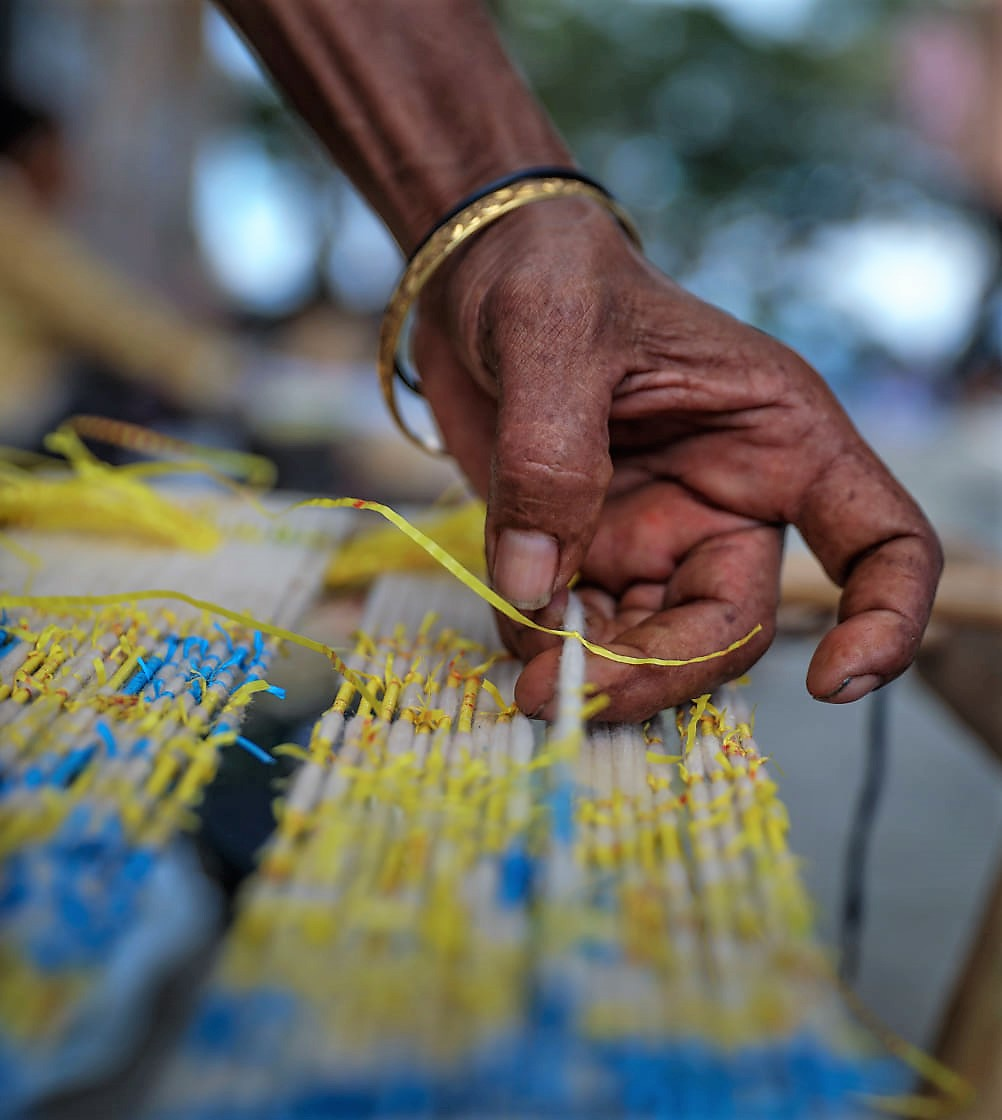
Abbinden vor dem Färben
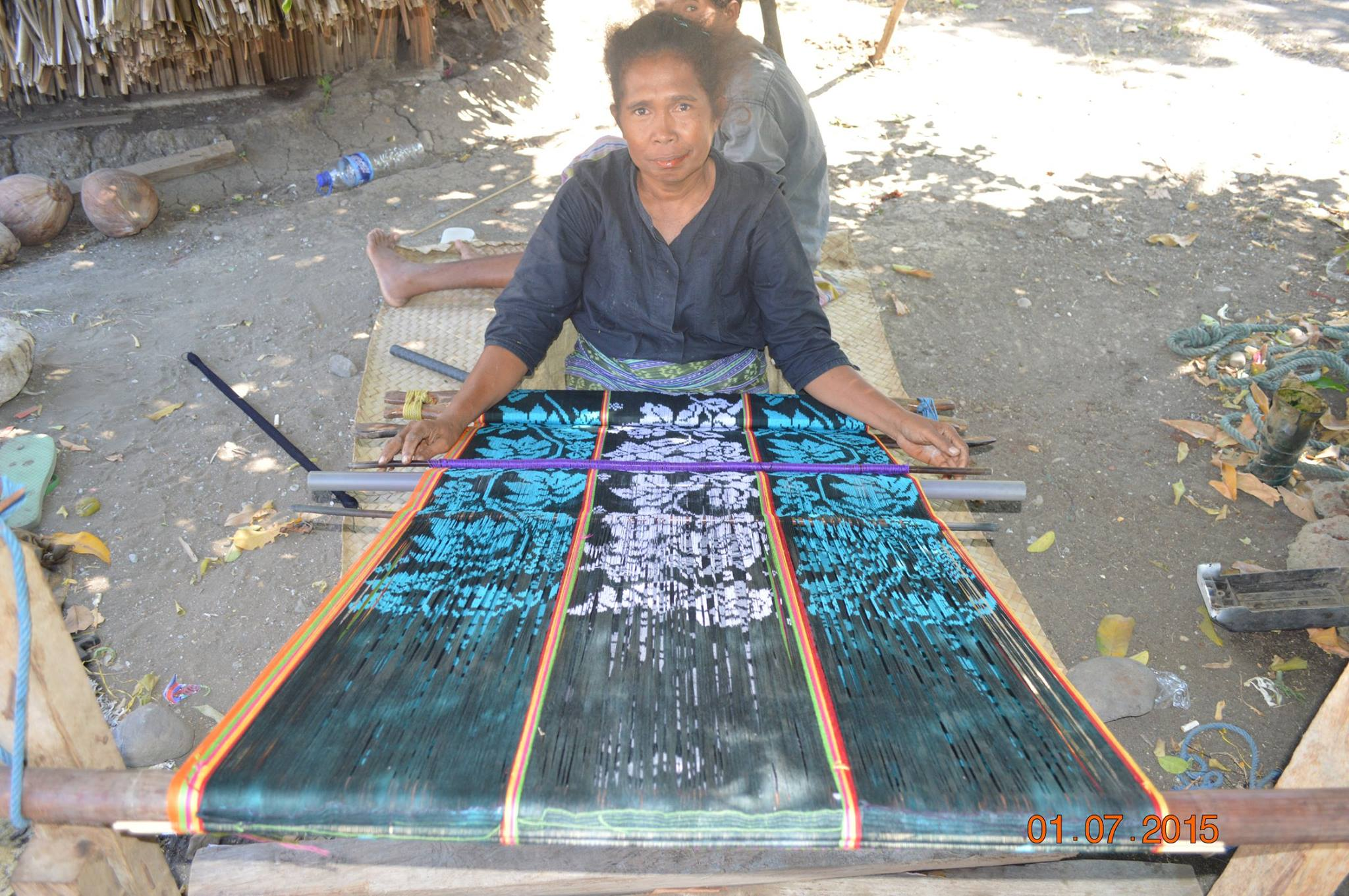
Weberin in Oe-Cusse Ambeno mit mittels Ikat-Technik gefärbtem Garn

## Weben

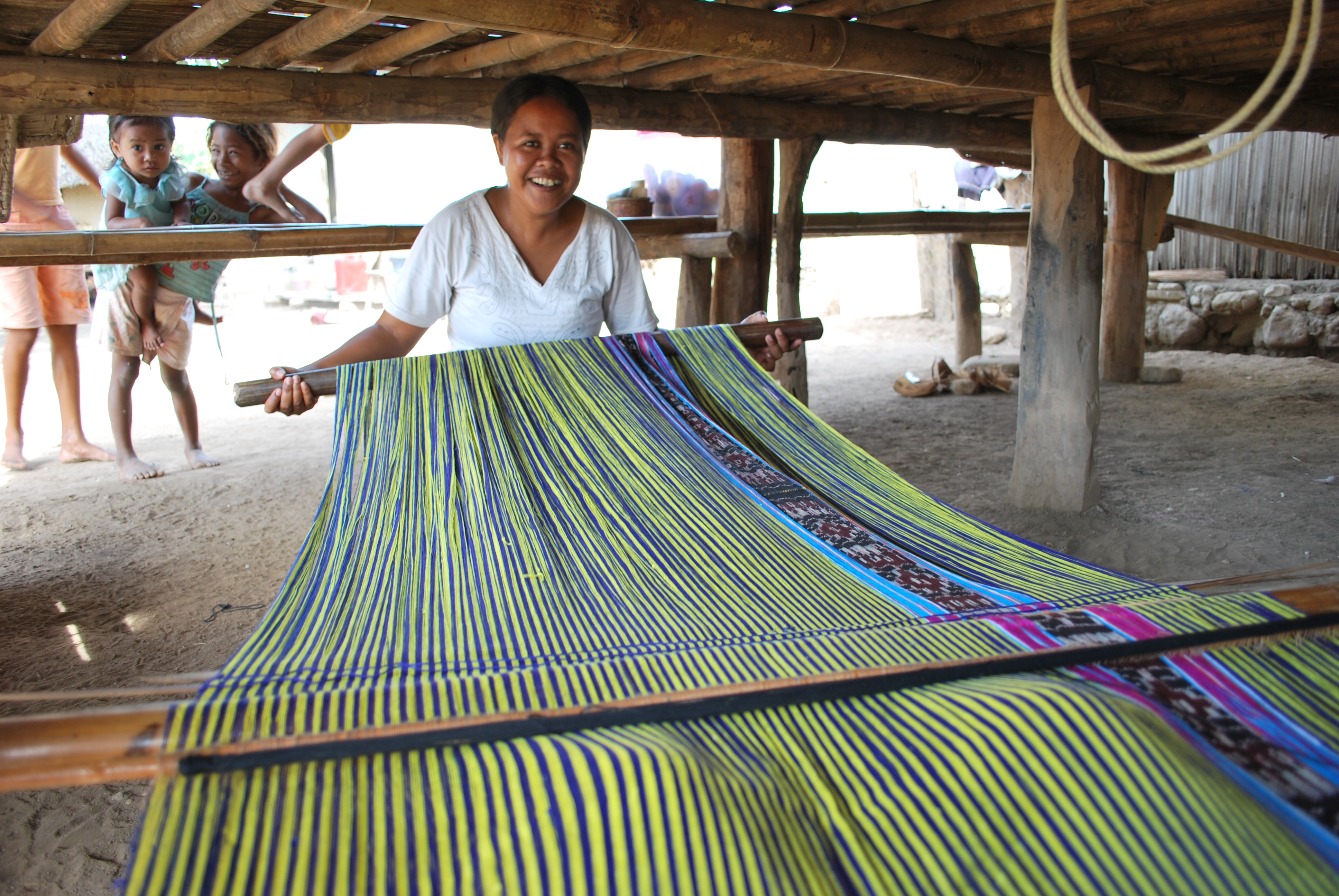
Arbeitsplatz unter dem Haus: Weberin in Suai Loro (Cova Lima)

Aufwändiger als die Ikat-Rahmen, aber trotzdem noch rudimentär, sind die Webrahmen, die mit einem Band um die Taille der Weberin gebunden werden. Der Webrahmen und die Kettfäden werden mit dem Körper über das Band angespannt. Die Weberin sitzt mit gestreckten Beinen auf dem Boden, oft auf selbstgemachten Matten auf der Veranda des Wohnhauses oder darunter, wenn es ein Stelzenhaus ist. Die Regierung Osttimors hat bequemere Webstühle mit Sitzen eingeführt. Da sie aber für Heimarbeiten zu teuer und zudem sperriger sind, setzen sie sich nicht wirklich gegenüber den einfachen und leicht zu verstauenden Webrahmen durch.
Die mit Ikat gefärbten Kettfäden werden mit nur einem Schussfaden gewebt. Danach wird die Tapiokastärke mit Wasser wieder aus dem Stoff gewaschen. Bei Buna gibt es einen zusätzlichen, unregelmäßigen Schussfaden, der im Ergebnis wie Stickerei wirkt. Die Bezeichnungen für die unterschiedlichen Methoden variieren je nach Region. Oft kombiniert man Ikat und Sotis.
Bei der Sotis-Technik werden Kettfäden länger flottiert. Hier wird nur einfach gefärbtes oder naturfarbenes Garn verwendet. Die Herstellung der Stoffe verläuft schneller, weshalb sie auch billiger als die anderen Tais sind.

## Formen, Motive und regionale Unterschiede

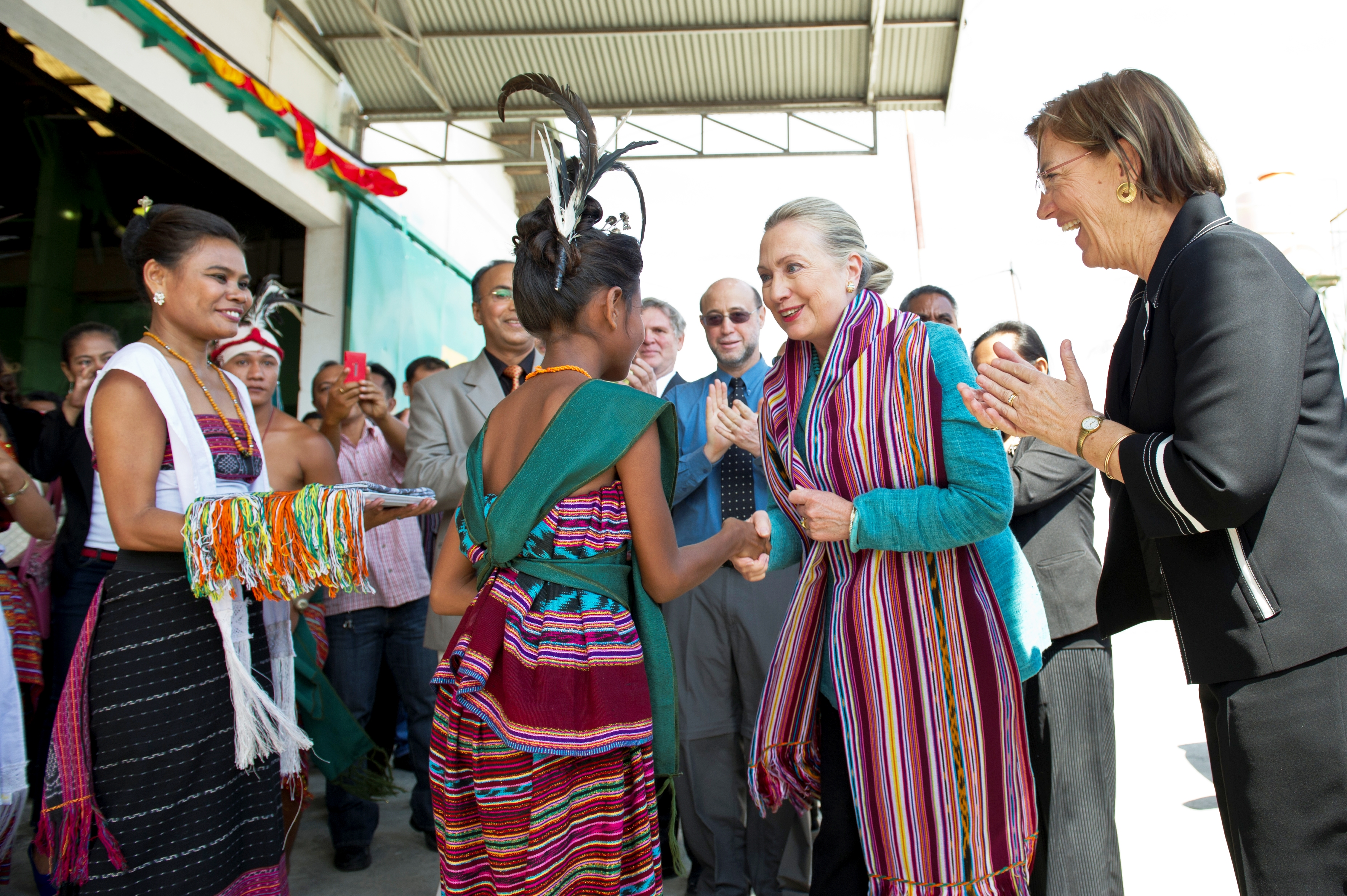
Begrüßung von Hillary Clinton bei der Cooperativa Café Timor (Dili)

Die Tais von Timor sind bekannt für ihre kräftigen Farben, wobei dies aber nicht unbedingt eine immer zutreffende Eigenschaft ist. Rot ist auf Timor mehr als auf anderen Inseln der Region eine dominierende Farbe. Der Ursprung wird der Farbe der in der Trockenzeit blühenden Bougainvillea zugeschrieben, was aber nicht gesichert ist. Für viele timoresische Gruppen steht Rot für Leben, Blut und Mut. Wird der Faden nicht in Naturweiß belassen, verwendet man für die Grundfarbe bei Ikat Rot, Orange und Gelb, im Kontrast zu Schwarz.
Männer tragen Tais Mane (Fataluku: Nami Lau oder Lau Sekuru), rechteckige Tücher, die aus zwei bis drei zusammengenähten Teilen bestehen und um die Hüfte gewickelt werden. Die Frauen tragen Tais Feto (auch Sabulu, Fataluku: Tupur Lau oder Lau Tupurarhini), die schlauchförmig genäht sind und eng am Körper anliegen. Sie werden entweder um die Hüfte oder die Brust herum getragen, wobei eine einzige Falte ermöglicht, sich zu bewegen. Kleinere Tücher dienen als Geschenk oder als Tauschware, Gürtel, Taschen für Betelnüsse oder Kopfbedeckung. Bei diesen wird eher Sotis oder Buna statt Ikat zur Dekoration verwendet. Die Selendang, die die Form von Schals haben, kamen in den letzten Jahren in Mode. Oft werden sie als Geschenk dem Gast überreicht, so bei wichtigen Besuchern bei staatlichen Institutionen, hier hat man wohl die Tradition des tibetischen Begrüßungsschals übernommen. Oft finden sich auf Selendang Beschriftungen. So werden zum Beispiel aktuelle Ereignisse, wie die Fußballweltmeisterschaft oder die Unabhängigkeit Osttimors, hier als Themen verarbeitet. Zudem probiert man auch neue Produkte zu entwickeln, so werden Tais zu modernen Kleidungsstücken oder Taschen verarbeitet oder dienen als Bezugsstoff von Schachteln.
Je nach Region unterscheiden sich die Tücher in ihren Mustern. Die Vielfalt der regionalen Unterschiede der Tais ist in Osttimor deutlich größer als im Westteil, auch wegen der stärkeren ethnischen Zersplitterung. Dafür sind die Ikat-Arbeiten in den Stoffen im Osten allgemein weniger extensiv als im Westen. Traditionelle Motive geben nicht nur den Geschmack der Weberin wieder, sie spiegeln auch Eigenschaften des Trägers wider.

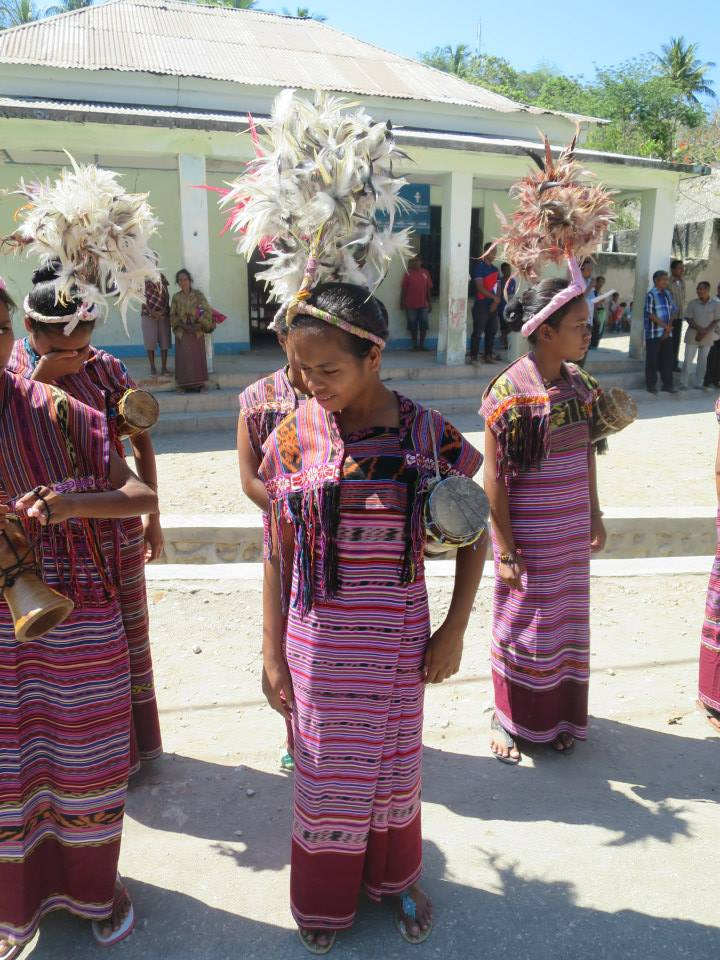
Musikgruppe in Soba
(Gemeinde Baucau)

Meist werden in den Motiven Tiere und Elemente der Natur gezeigt, die mit lokalen Mythen und Ritualen in Verbindung stehen. Menschenähnliche Figuren mit gestreckten Armen und Händen sind häufig, ebenso Tiergestalten, wie Vögel, Hähne, Krokodile, Pferde, Fische und Wasserinsekten. Dazu kommen Pflanzen, Bäume (als Quelle des Lebens und Zentrum der Welt) und Blätter sowie geometrische Figuren, Haken und Rhomben (Kaif). Man vermutet, dass Letztere von der Dong-Son-Kultur übernommen wurden, zu der es vor 2000 Jahren Kontakt gab, wie in Osttimor gefundene Dong-Son-Trommeln belegen. Auch die Motive werden von der Mutter an die Tochter weitergegeben. Sie zeigen Symbole der lokalen Gemeinschaft und geben ihre alten Mythen wieder. Selbst wenn auf den Bezug auf die Herkunft verzichtet wird, repräsentieren die Dekorationen das Ansehen und den sozialen Status des Trägers.
Neben eigener Baumwolle verwendet man in Ainaro auch importierte Garne aus Australien, Thailand und Indonesien. Unterschiedliche Typen von Tais, wie in anderen Regionen, werden hier nicht unterschieden.

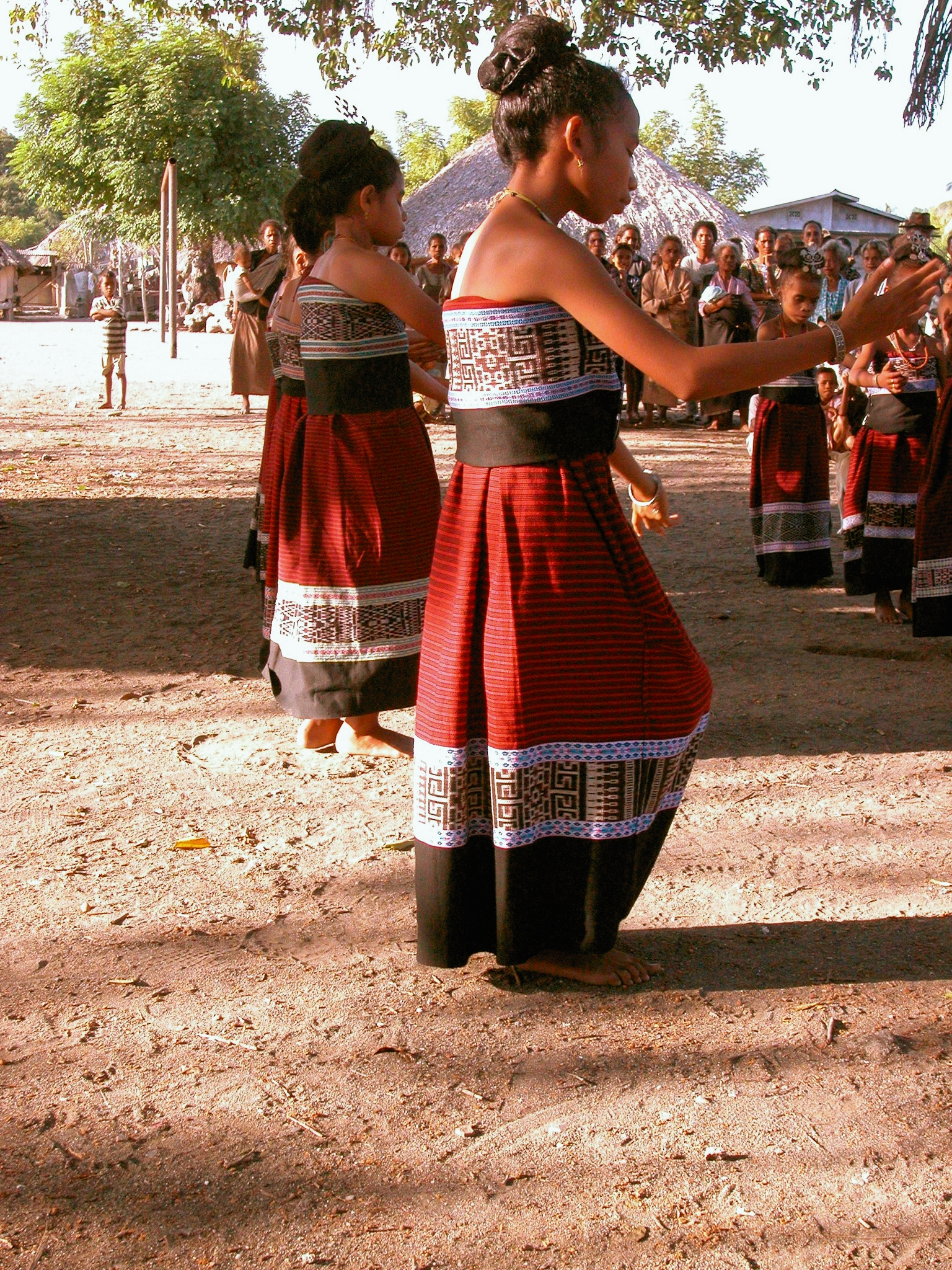
Tänzerinnen in Suai (Gemeinde Cova Lima)

Bei den Makasae in Baucau herrschen bei Stoffen für Männer (Kola) und für Frauen (Rabi) strahlend bunte Ikat-Stoffe vor. Charakteristisch sind Längs- und Querstreifen in Magenta, Rosa, Blau, Lila, Grün und Dunkelrot. Der Mittelteil wird durch ein kastanienbraunes Band verziert. Typisch bei den Makasae sind auch Dekorationen (Gi Wali) mit einem zusätzlichen Schussfaden (Tiranai) an den Enden des braunen Bandes. Kolas tragen traditionell zwei rötliche Ikat-Muster (Gi Liana Uta Raci), die lange Seite ist gleichmäßig strukturiert. Neuerdings werden auf die Doppelkante kleine geometrische Formen (Gi Suru) zur Dekoration aufgenäht. Ikat-Tais sind Teil der Mitgift der Braut (siehe Barlake). Nach der Hochzeitszeremonie trägt das Brautpaar Kola und Rabi um die Schultern. Diese Sandaran Wanita sind ein Geschenk der Brautmutter. Auch bei den aufwendigen Bestattungszeremonien haben Tais eine wichtige Rolle. Der Leichnam wird auf Kolas in den Sarg gelegt und mit ihnen bedeckt. Kolas trennen auch den Raum mit dem Sarg ab.
In Marobo (Gemeinde Bobonaro) werden neben eigener Baumwolle auch gekaufte Garne in zwölf verschiedenen Farben zur Herstellung der Tais genutzt. Gefärbt wird mit natürlichen, pflanzlichen Materialien. Die verschiedenen Muster tragen jeweils eigene Namen: Sabu/Hitam, Laralipa/Garis, Apideng, Kadeleng, Manusaeng, Megai und Nabang. Bodahto werden nur in Marobo hergestellt und von Männern getragen.
In Cova Lima herrschen traditionelle Motive vor, wie stilisierte Haken oder Tiere; so das Krokodil, das von einigen Gruppen verehrt wird. Die klassischen Muster bei den Stoffen für Männer in Suai Loro werden Klar, Duka, Sabunini und dan Halailaran genannt. Für die Muster bei Frauen gibt es keine besondere Namen.

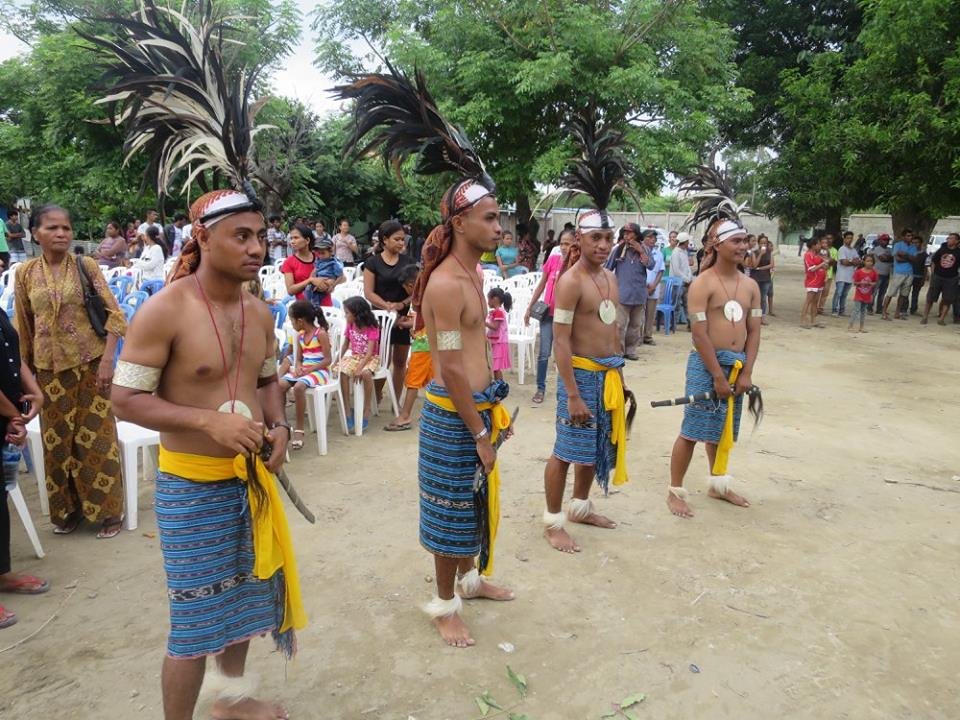
Trachtengruppe in Fatuhada (Gemeinde Dili)

In der Hauptstadt Dili ist die Produktion stärker kommerzialisiert. Die Tais haben lebendige Farben, gerade Ikat-Streifen zwischen anderen dünnen Linien in den Grundfarben. Hier werden vor allem importierte Baumwolle und chemische Farbstoffe verwendet, die Herstellung wird aber ebenso sorgfältig wie auf dem Land durchgeführt.

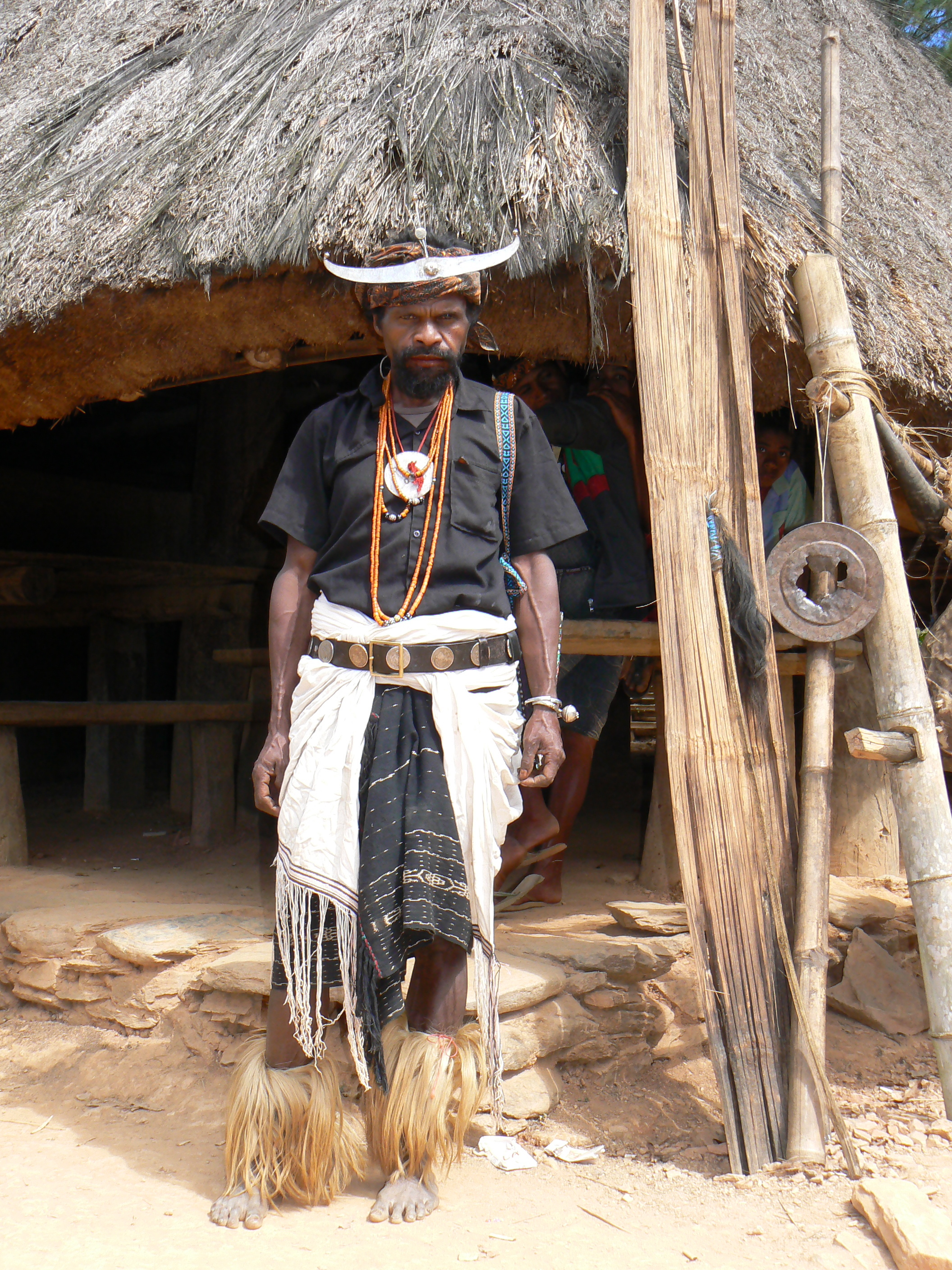
Würdenträger in Estado
(Gemeinde Ermera)

Auch in Ermera wird Garn gekauft, da in der Gemeinde keine Baumwolle wächst. Nur in Ermera werden die Tais der Männer nicht bunt gefärbt. Alle Tais Mane sind zum größten Teil schwarz, mit kleinen zusätzlichen Schussfäden oder subtilen Designs mit Ikat in Weiß. Die (Nicht-)Farbwahl begründet sich mit der Herkunft eines wichtigen, alten Herrschers aus Ermera. Schwarz ist die Farbe der Herrscher und anderen Adligen auf Timor. Man unterscheidet Tais Futus, die von Jugendlichen bei Zeremonien getragen werden, Tais Larhechu, meist dunkle Tais für Beerdigungen, und Tais Kase für andere Zeremonien. Jugendliche tragen diese bei Hochzeiten in strahlenden Farben, während die Ältesten dunkle Farben benutzen. Tais mit modernen Designs verwenden manchmal Goldfäden und zeigen Motive wie Tiere, mystische Götter und andere.
Für die Gemeinde (Gemeinde Lautém) haben die gewebten Tücher, die in der lokalen Sprache Fataluku Lau heißen, eine besondere Bedeutung. Der Name des namensgebenden Orts Lautém (Lautein) bedeutet „Heiliges Tuch.“ Die Mehrheit der Bevölkerung gehört zu der Ethnie der Fataluku. Die am häufigsten bei den Fataluku verwendeten Pflanzen zum Färben sind Nenuka, Charunu und Roko-Roko (Caesalpinia sappan für Rottöne). Dazu kommen eingeführte, synthetische Farben. Neben Ikat (Fataluku: Sisirana) und Sotis (Fataluku: kei’ lana) werden drei weitere Techniken benutzt: mit einem zusätzlichen Schussfaden (Rata Hurana), einem zusätzlichen Kettfaden (Ter) und die Bildwirkerei (porosana).
Bei den Motiven greift man bei den Fataluku auf Objekte aus der eigenen Umgebung zurück. Beim Fatu Hoi Lu werden die Muster der Schnitzereien der Heiligen Häuser (Fataluku: Lee-teinu) übernommen. Vata Asa Kai Kai Roko zeigt Details von Blättern der Kokospalme. Auch andere Blätter, Blumen und Tiere können als Vorbild dienen, ebenso aber auch Kämme, Armbänder oder die traditionellen Feuerstellen mit drei Steinen. Manche Motive sind bestimmten Familien, Kasten oder Dorfgemeinschaften vorbehalten. Einige Motive gelten als heilig, zum Beispiel wenn sie einen Bezug auf heilige Stätten wie die Höhle von Ile Kére Kére, mit ihren vorgeschichtlichen Felszeichnungen, nehmen. Zu den heiligen Motiven gehört zum Beispiel Ifi Lau, ein Wurmmuster, das mit der Geschichte der Fonseca-Familie aus Tutuala verbunden ist.

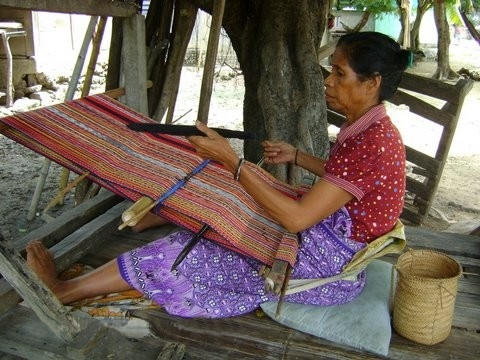
Weberin in Com

Bei den Fataluku in Com (Gemeinde Lautém) wird selbst gesponnenes Baumwollgarn mit gekauften Garnen kombiniert. Für die Färbung der Baumwolle werden Nenuka, Charunu und Schlamm benutzt. Drei klassische Typen werden in Com traditionell verwendet, wobei die Motive sich für Männer und Frauen unterscheiden: Die Tais Sica Lau (auch Sikalao) werden bei traditionellen Zeremonien getragen. Dunkelbraun und Schwarz dominieren bei den Tais für die Männer (Sica Lau Mane), Rot bei jenen für die Frauen (Tais Sica Lau Feto). Tais Upulakuaru sind die in der Region um Com traditionell zu Zeremonien getragenen Tais, zum Beispiel für Hochzeiten. Sie fallen durch buntere Motive auf. Sapulau tragen unverheiratete Männer und Frauen. Bei Hochzeiten muss der Bräutigam 77 Büffel als Mitgift einbringen, die Braut 10–15 Ikat-Tais (Sisirana Lau).

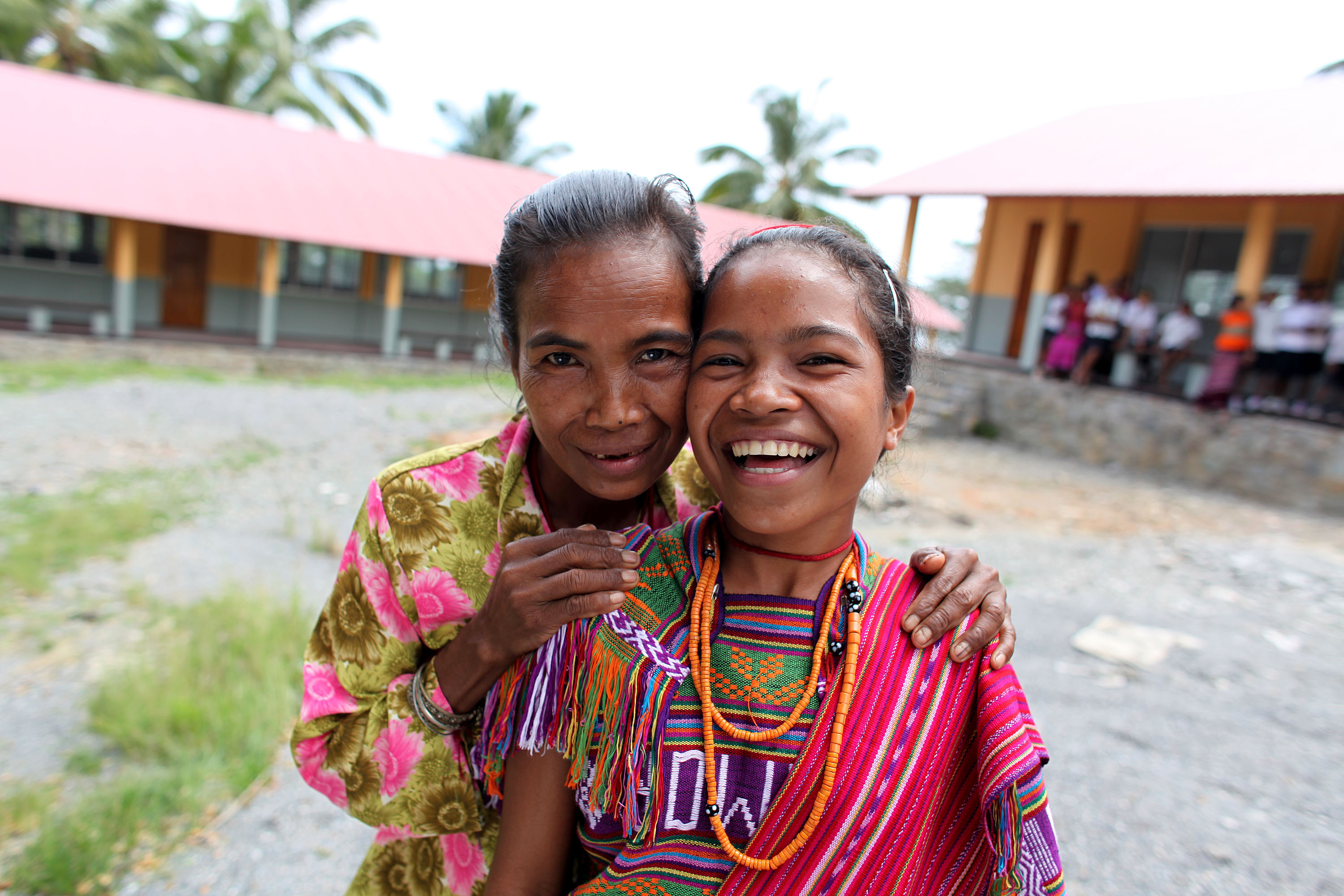
Mädchen in der Gemeinde Liquiçá

Wie in der nahegelegenen Landeshauptstadt Dili werden in Liquiçá vorwiegend gekaufte Garne verarbeitet, da hier nur wenig Baumwolle wächst. Traditionell unterscheidet man Tais Kiak, bei denen moderne Farben (Marineblau, Rot, Grün und andere) zum Einsatz kommen, und Tais Meyang. Auch in dieser Gemeinde dienen Tais als Mitgift der Braut. Sie übergibt der Familie ihres zukünftigen Mannes zwei Tais, ein Schwein und Reis, während der Bräutigam einen Büffel und 1000 US-Dollar als Brautpreis aufbieten muss.

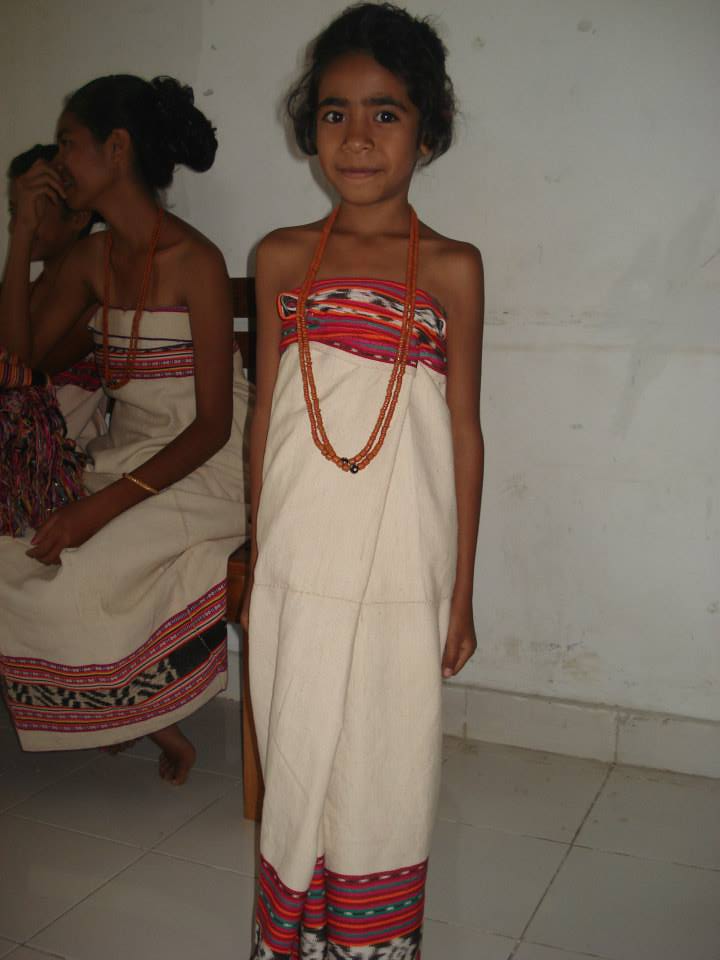
Mädchen in Same (Manufahi)

Die typischen Tais in Laclubar (Gemeinde Manatuto) sind sehr bunt und haben an den Rändern Stickereien (Tuni). Sie zeigen Hirsche, Hühner und Blumen. Das Garn wird meist von Händlern gekauft. Die Tais für Männer nennt man hier Tais Seubulu, die Tais für Frauen Tais Hia. Neugeborene werden nach ihrem Geschlecht in den entsprechenden Tais eingehüllt und den Nachbarn präsentiert. Bei Mädchen geschieht das im Alter von fünf Tagen, bei Jungen, wenn sie sechs Tage alt sind. Brautpaare tragen Tais. Während der Bräutigam zwei Büffel und etwas Bargeld einbringt, besteht die Mitgift der Frau aus zwei Tais (je einem für Männer und einem für Frauen) und zwei Schweinen.
Die Meeresechse und das Schwein sind Motive in Manufahi, die mittels Ikat auf die Stoffe gebracht werden. Das Schwein ist bei einigen Gruppen der Gemeinde heilig und darf daher bei ihnen nicht gegessen werden. Als Material dient in der Gemeindehauptstadt Same meist selbstgesponnene Baumwolle und gekauftes Garn aus dem indonesischen Atambua, die kombiniert werden.

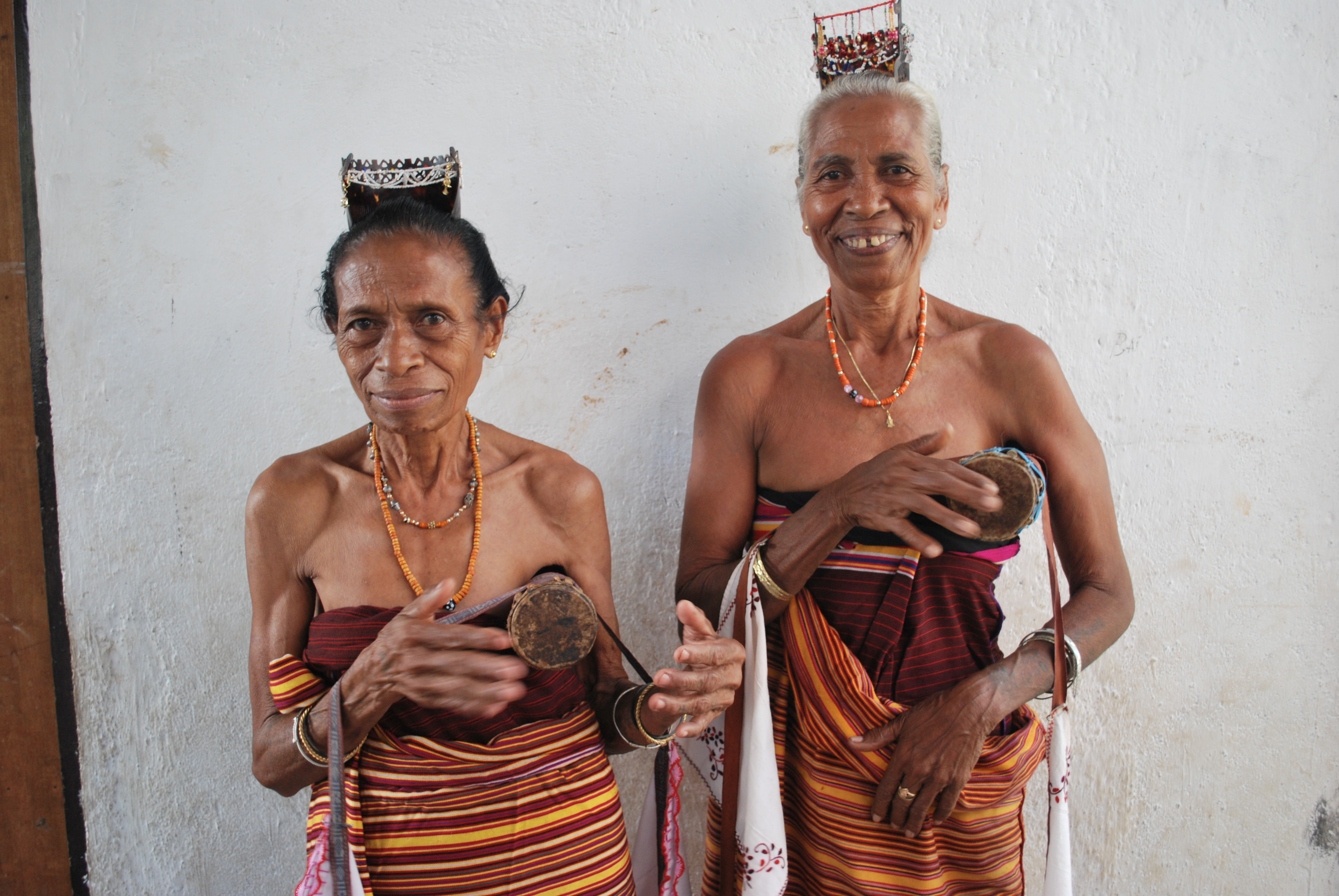
Tänzerinnen in der Stadt Viqueque

In Oe-Cusse Ambeno ist bei den zweiteiligen Tais eine Seite ein kleines Stück schmaler als die andere. Die Tais Mane bestehen aus einem großen Mittelstück mit Ikat-Mustern in Schwarz und Weiß, Schwarz und Orange oder Schwarz und Gelb. Die Motive sind oft floral oder christlicher Natur (zum Beispiel Putten) und gleichen jenen der Sica auf Flores, zu denen es historische Beziehungen gibt (siehe Topasse). Sie zeigen den portugiesischen Einfluss, der in Oe-Cusse Ambeno am stärksten auf Timor war und auch auf Flores für die Motive die Ursache ist – ein deutlicher Kontrast zu den alleinigen Haken und Rhomben, wie sie sonst in Westtimor zu finden sind und bei denen man die Herkunft bei der Dong-Son-Kultur vermutet. Dazu kommen Krokodile, Geckos, Eidechsen und Schildkröten. Zeitgenössische Tais werden teilweise durch Eintauchen an den Rändern schwarz gefärbt.
Im Verwaltungsamt Viqueque (Viqueque) unterscheidet man verschiedene Tais. Tais Mane Adimeyang können von allen Männern getragen werden, während Tais Mane Nainurak dem Adel vorbehalten sind. Bei besonderen Anlässen und in der Kirche tragen Frauen innen Tais Kuutilung und außen Tais Hena Modok. Für Begrüßungszeremonien sind Tais Hena und Tais Niniwar bei den Frauen und Tais Adimeyang bei den Männern üblich. Diese tragen Männer auch bei Feierlichkeiten im Heiligen Haus (Uma Lulik), während die Frauen zu Tais Hena Lakang greifen. Für andere Feierlichkeiten verwenden Frauen Tais Muuro, bei denen Grün, Blau und Violett als Farben dominieren, während Männer freie Kleiderwahl haben.

## Siehe auch

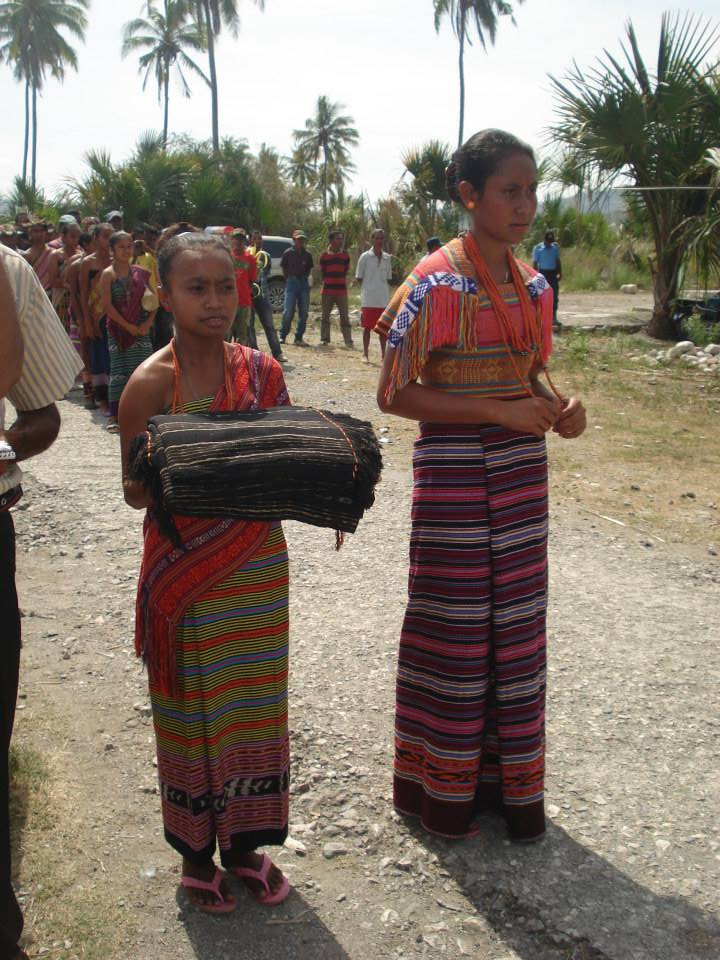
Zeremonie in Caicassa (Gemeinde Manufahi)